# Trem DC
Trem DC is een Braziliaanse voetbalclub uit de stad Macapá, in de staat Amapá.

## Geschiedenis
De club werd in 1947. In 1952 werd de club voor de eerste keer staatskampioen. In 1999 werd de club door financiële problemen ontbonden. Enkele jaren later werd de club nieuw leven in geblazen en van 2003 tot 2013 speelde de club opnieuw in de hoogste klasse. Ondanks een uitstekend resultaat in 2013 nam de club in 2014 niet deel aan de competitie, maar was er in 2015 opnieuw bij.

## Erelijst
Campeonato Amapaense
1952, 1984, 2007, 2010, 2011, 2021, 2022, 2023, 2024
Torneio de Integração da Amazônia
1985, 1986, 1987, 1988, 1989, 1990